# 알브레히트 메르츠 폰 크비른하임
알브레히트 리터 메르츠 폰 크비른하임(Albrecht Ritter Mertz von Quirnheim, 1905년 3월 25일 ~ 1944년 7월 21일) 은 독일의 장교이자 저항 운동가로, 7월 20일 음모에 참여하였으나, 실패하여 처형되었다.

## 생애
크비른하임은 1905년, 바이에른주의 뮌헨에서 바이에른의 군 참모부 대위 헤르만 메르츠 폰 크비른하임의 아들로 태어났다. 아버지 헤르만이 국립공문서관 총재 임명과 동시에 1919년, 포츠담으로 이사하였다. 이 때부터 미래에 공모 관계가 되는 베르너 폰 헤프텐과 한스 베른트 폰 헤프텐 형제와 알게 되었고, 아비투어에 합격한 후, 제국방위군 (Reichswehr) 에 입대하였다. 1925년 이후에 클라우스 폰 슈타우펜베르크와 우정을 쌓았으며, 후에 슈타우펜베르크와 함께 1944년 7월 20일 음모의 주요 가담자로 활동하였고, 슈타우펜베르크와 운명을 같이하게 된다. 1928년에 소위로 임관하였고, 1931년에 중위로 승진하였다.
당초에는 나치의 권력 장악을 환영하였으나, 점차 반대하게 되었으며, 1935년에 대위로 승진하였다. 제2차 세계 대전 중인 1940년에 소령, 1942년에 중령으로 승진하였다. 전쟁 초반에는 참모본부의 조직부 참모를 맡고 있었으나, 나치가 점령한 동유럽 지역에서의 시민들에게 인간적인 대우를 해주자는 논지로 알프레트 로젠베르크와 우크라이나 제국판무관 에리히 코흐와 마찰을 빚었다. 1942년, 반 (反) 히틀러 운동에 참가하였고, 같은 해 동부 전선에 전속되어 제24군단 참모장이 되었다. 다음 해에는 대령으로 승진하고, 결혼하였다.

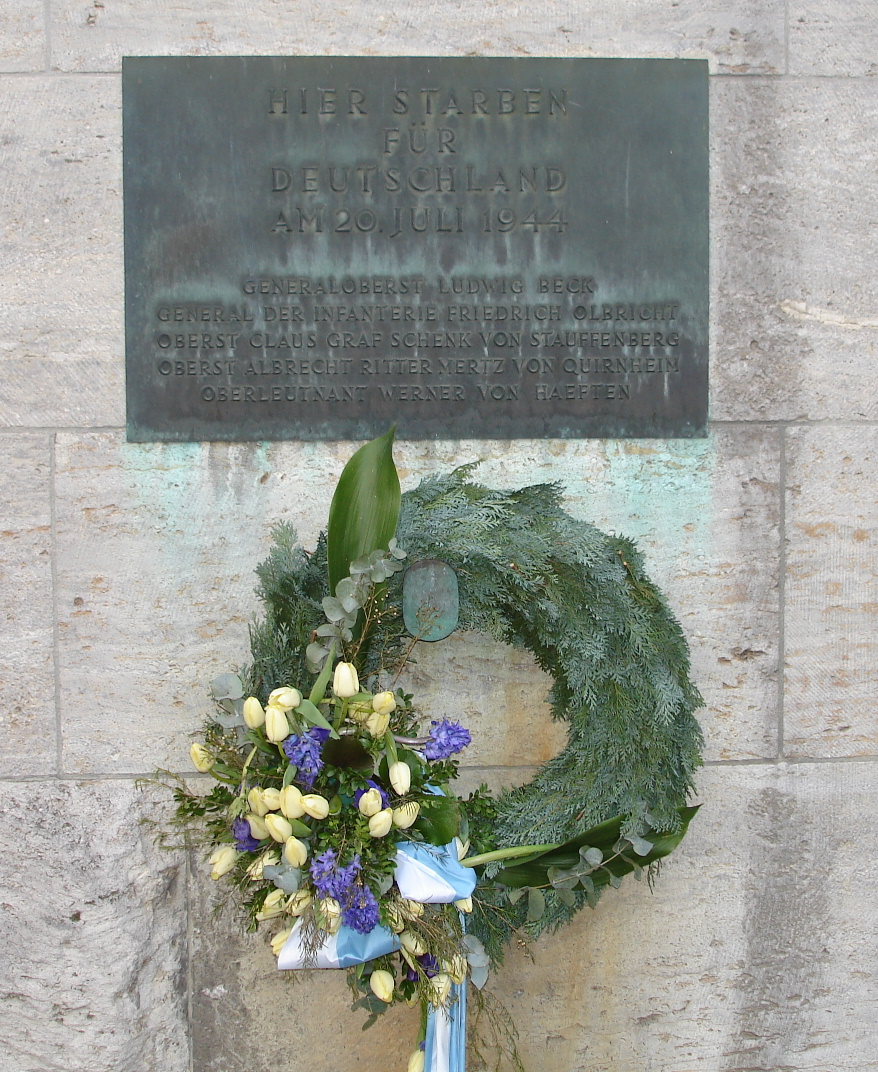
밴들러블록에 있는 기념비

1944년, 클라우스 폰 슈타우펜베르크 대령의 후임으로 프리드리히 올브리히트 (Friedrich Olbricht) 장군의 참모장 (독일어: Chef des Stabes im Allgemeinen Heeresamt) 이 되었다. 그 해 7월 20일, 크비른하임을 비롯한 여러 인물들이 히틀러 암살 계획을 실행하였으나, 계획은 실패로 끝났고, 크비른하임은 슈타우펜베르크, 올브리히트, 베르너 폰 해프텐 중위와 함께 프리드리히 프롬 장군과 헌병에게 체포되어 베를린의 밴들러블록 (Bendlerblock)에서 총살되었다. 가매장 되었던 시체는 하인리히 힘러의 명령으로 파헤쳐져 화장되었고, 유회 (遺灰)는 뿌려졌다.

## 매체에서의 묘사
2008년, 브라이언 싱어의 스릴러 작전명 발키리 (Valkyrie)에서 독일의 배우 크리스티안 베르켈 (Christian Berkel) 이 알브레히트 메르츠 폰 크비른하임을 연기하였다.

## 같이 보기
- 비더슈탄트